# Milmi
Milmi (nep. भिल्मी) – gaun wikas samiti w zachodniej części Nepalu w strefie Lumbini w dystrykcie Kapilvastu. Według nepalskiego spisu powszechnego z 2001 roku liczył on 592 gospodarstw domowych i 4338 mieszkańców (2080 kobiet i 2258 mężczyzn).